# آتشفشان ویسوکی
آتشفشان ویسوکی (انگلیسی: Vysoky) یک کوه آتشفشانی در شبه‌جزیره کامچاتکای کشور روسیه است.